# Arnold von Karssem
Arnold von Karssem (auch Buck von Karssem genannt; * im 13. Jahrhundert; † im 14. Jahrhundert) war Domherr in verschiedenen Bistümern und erzbischöflicher Offizial.

## Leben

### Herkunft und Familie
Arnold Buck von Karssem entstammte dem ravensbergischen Ministerialengeschlecht von Karssem und war der Sohn des Werner von Karssem und dessen Gemahlin Christina von Elmenhorst. Arnolds Bruder Heinrich war Dechant in Oldenzaal und Kanoniker in St. Salvator in Utrecht.

### Wirken
Am 7. Juni 1326 erhielt Arnold von Papst Johannes XXII. die Anwartschaft auf eine Präbende in Münster und im Jahr darauf als Domherr eine päpstliche Zusage auf die Propstei Bramsche. Im August des Jahres wurde ihm vom Papst ein Kanonikat in Oldenzaal zugesichert. 1357 erhielt er eine Dompräbende in Halberstadt und blieb bis 1361, zusammen mit der münsterischen Präbende, in deren Besitz. Um eine Präbende in Osnabrück führte er einen Prozess, dessen  Ausgang  nicht überliefert ist. 
Er war Magister und von 1330 bis 1339  erzbischöflicher Kaplan und Offizial.  

### Streit mit dem Magdeburger Domkapitel
1338 wurde er vom Domkapitel Magdeburg zum Domdekan gewählt. Diese Wahl wurde zunächst vom Papst nicht anerkannt und erst im Jahre 1344 die päpstliche Provision erteilt. Es entstand ein Jahre dauernder Streit zwischen von Karssem und dem Domkapitel, dessen Ursache und Gegenstand nicht ersichtlich sind. Während des Prozesses verhängte die päpstliche Kurie über die Domkirche das Verbot, über das Domkapitel die Suspension und über den Erzbischof und die Domherren die Exkommunikation. Diese Maßnahmen wurden erst am 18. September 1360 aufgehoben, nachdem Domkapitel und Dekan einen Vergleich geschlossen hatten. Das Domkapitel erklärte sich mit der Zahlung einer Entschädigungssumme und Karssem mit dem Verzicht auf die Dechanei einverstanden. Es kam allerdings nicht zur Ausführung, denn Arnold schlug sich im Gegensatz zu Teilen des Domkapitels auf die Seite des neuen Erzbischofs Dietrich, der von Kaiser Karl IV. und Papst Innozenz VII. gefördert wurde. So erzielte er am 8. November 1361 eine Verpflichtungserklärung des Domkapitels, die erzbischöfliche Entscheidung anzunehmen.